# Costa Philippou
Constantinos Philippou (Limassol, 29 de novembro de 1979) é um ex-lutador de MMA cíprio, naturalizado grego. Competiu no Peso Médio no Ultimate Fighting Championship.

## Carreira no MMA
Costa fez sua estréia no MMA no Ring of Combat 19 e perdeu por Decisão Dividida para o futuro lutador do UFC Ricardo Romero. 

### Ultimate Fighting Championship
Costa fez sua primeira aparição no The Ultimate Fighter: Team Liddell vs. Team Ortiz. Mas ele perdeu por Finalização contra Joseph Henle na luta eliminatória para entrar na casa.
Costa teve sua segunda chance no UFC para substituir Dan Miller, e enfrentar Nate Marquardt no UFC 128. Ele enfrentou Nick Catone numa luta Peso Casado (195 lb). Perdeu por Decisão Unânime.
Costa era esperado para enfrentar Rafael Natal no UFC 133, substituindo Riki Fukuda. No entanto Alessio Sakara teve que se retirar de sua luta contra Jorge Rivera, e Costa foi movido para a luta contra Jorge Rivera. Costa venceu por Decisão Dividida.
Costa enfrentou Jared Hamman no UFC 140. Ele venceu por Nocaute aos 3:11 do primeiro round.
Costa lutaou contra o vencedor do The Ultimate Fighter 11 Court McGee no UFC on FX: Alves vs. Kampmann. Costa venceu por Decisão Unânime.
Costas enfrentou Riki Fukuda no UFC 148. Costa venceu por Decisão Unânime.
Costas substituiu o lesionado Chris Weidman na luta contra Tim Boetsch em 29 de Dezembro de 2012 no UFC 155, Costa venceu por Nocaute Técnico no terceiro round.
Costas era esperado para enfrentar Ronaldo Souza em 18 de Maio de 2013 no UFC on FX: Belfort vs. Rockhold. Porém, uma lesão o tirou do card e foi substituído por Chris Camozzi, que já lutaria no card.
Costas enfrentou Francis Carmont em 21 de Setembro de 2013 no UFC 165. Ele perdeu por decisão unânime.
Costas enfrentou Luke Rockhold em 15 de Janeiro de 2014 no evento principal do UFC Fight Night: Rockhold vs. Philippou. Philippou perdeu por nocaute técnico no primeiro round.
Costas enfrentou Lorenz Larkin em 10 de Maio de 2014 no UFC Fight Night: Brown vs. Silva e venceu por nocaute no primeiro round.
Philippou era esperado para enfrentar Uriah Hall em 18 de Janeiro de 2015 no UFC Fight Night: McGregor vs. Siver. No entanto, uma lesão o tirou do combate. Philippou enfrentou Gegard Mousasi em 16 de Maio de 2015 no UFC Fight Night: Edgar vs. Faber e foi derrotado por decisão unânime.

## Cartel no MMA
| Cartel no MMA   |             |            |
| 19 lutas        | 13 vitórias | 5 derrotas |
| Por nocaute     | 7           | 1          |
| Por finalização | 1           | 0          |
| Por decisão     | 5           | 4          |
| No contest      | 1           | 1          |

| Res.    | Cartel   | Oponente         | Método                             | Evento                                  | Data       | Round | Tempo | Local                      | Notas               |
| ------- | -------- | ---------------- | ---------------------------------- | --------------------------------------- | ---------- | ----- | ----- | -------------------------- | ------------------- |
| Derrota | 13-5 (1) | Gegard Mousasi   | Decisão (unânime)                  | UFC Fight Night: Edgar vs. Faber        | 16/05/2015 | 3     | 5:00  | Manila                     |                     |
| Vitória | 13-4 (1) | Lorenz Larkin    | Nocaute (soco)                     | UFC Fight Night: Brown vs. Silva        | 10/05/2014 | 1     | 3:27  | Cincinnati, Ohio           |                     |
| Derrota | 12-4 (1) | Luke Rockhold    | Nocaute Técnico (chute na costela) | UFC Fight Night: Rockhold vs. Philippou | 15/01/2014 | 1     | 3:31  | Duluth, Georgia            |                     |
| Derrota | 12-3 (1) | Francis Carmont  | Decisão (unânime)                  | UFC 165: Jones vs. Gustafsson           | 21/09/2013 | 3     | 5:00  | Toronto, Ontario           |                     |
| Vitória | 12-2 (1) | Tim Boetsch      | Nocaute Técnico (socos)            | UFC 155: Dos Santos vs. Velasquez II    | 29/12/2012 | 3     | 2:11  | Las Vegas, Nevada          |                     |
| Vitória | 11–2 (1) | Riki Fukuda      | Decisão (unânime)                  | UFC 148: Silva vs. Sonnen II            | 07/07/2012 | 3     | 5:00  | Las Vegas, Nevada          |                     |
| Vitória | 10–2 (1) | Court McGee      | Decisão (unânime)                  | UFC on FX: Alves vs. Kampmann           | 03/01/2012 | 3     | 5:00  | Sydney                     |                     |
| Vitória | 9–2 (1)  | Jared Hamman     | Nocaute (socos)                    | UFC 140: Jones vs. Machida              | 10/12/2011 | 1     | 3:11  | Toronto, Ontario           |                     |
| Vitória | 8–2 (1)  | Jorge Rivera     | Decisão (dividida)                 | UFC 133: Evans vs. Ortiz                | 06/08/2011 | 3     | 5:00  | Philadelphia, Pennsylvania |                     |
| Derrota | 7–2 (1)  | Nick Catone      | Decisão (unânime)                  | UFC 128: Shogun vs. Jones               | 19/03/2011 | 3     | 5:00  | Newark, New Jersey         | Peso Casado 195 lb. |
| Vitória | 7–1 (1)  | Uriah Hall       | Decisão (majoritária)              | Ring of Combat 34                       | 04/02/2011 | 3     | 4:00  | Atlantic City, New Jersey  |                     |
| Vitória | 6–1 (1)  | Aung La Nsang    | Nocaute Técnico (socos)            | Ring of Combat 33                       | 03/12/2011 | 1     | 0:11  | Atlantic City, New Jersey  |                     |
| NC      | 5–1 (1)  | Marcus Finch     | Sem Resultado (chute na virilha)   | Ring of Combat 32                       | 23/10/2010 | 2     | 2:47  | Atlantic City, New Jersey  |                     |
| Vitória | 5–1      | Victor O'Donnell | Decisão (unânime)                  | Ring of Combat 26                       | 11/09/2009 | 3     | 5:00  | Atlantic City, New Jersey  |                     |
| Vitória | 4–1      | Aaron Meisner    | Finalização (mata leão)            | Ring of Combat 23                       | 20/02/2009 | 1     | 2:27  | Atlantic City, New Jersey  |                     |
| Vitória | 3–1      | John Doyle       | Nocaute Técnico (socos)            | Ring of Combat 22                       | 21/11/2008 | 3     | 3:05  | Atlantic City, New Jersey  |                     |
| Vitória | 2–1      | Brendan Barrett  | Nocaute Técnico (parada médica)    | Ring of Combat 21                       | 12/09/2008 | 1     | 3:29  | Atlantic City, New Jersey  |                     |
| Vitória | 1–1      | Tony Andreocci   | Nocaute (soco)                     | Ring of Combat 20                       | 27/06/2008 | 1     | 0:22  | Atlantic City, New Jersey  |                     |
| Derrota | 0–1      | Ricardo Romero   | Decisão (dividida)                 | Ring of Combat 19                       | 09/05/2008 | 3     | 5:00  | Atlantic City, New Jersey  |                     |